# Pedro Choy
Pedro Choy (Macau, 1960) é um médico de medicina tradicional chinesa, especialista em acupuntura.

## Vida
Filho de pai português, de Santarém, e de mãe chinesa, de Cantão, nasceu em Macau, mas foi em Portugal, concretamente em Almeirim, onde chegou com três meses, que passou toda a infância e juventude, até aos 17 anos.
Foi servente de pedreiro, guarda-costas em discotecas, trabalhou no campo ao mesmo tempo que estudava Medicina na Universidade de Coimbra. Foi-se desiludindo com o curso e com a realidade que observava nas urgências do hospital. Por isso, com o quarto ano concluído, seguiu para Marselha, em França, com o objetivo de tirar o curso de Medicina Tradicional Chinesa, uma prática milenar, sendo a terceira mais antiga prática médica do mundo, ficando atrás apenas da Medicina Egípcia e a Babilónica, reconhecida pela Organização Mundial de Saúde.
A sua ascensão começou em 1986. Considerado o rosto da medicina tradicional chinesa e da acupuntura em Portugal e um dos seus mais empenhados e reconhecidos divulgadores na Europa, Pedro Choy desenvolveu e aperfeiçoou, ao longo dos seus anos de exercício clínico, um método próprio para as mais diversas patologias, método esse que partilha em exclusivo com a equipa de acupuntores que trabalham nas suas clínicas.
Pedro Choy tem atualmente diversas clínicas em Portugal e é o presidente da Associação Portuguesa de Acupunctura e vice-presidente da Federação Europeia de Medicina Tradicional Chinesa.
O macaense é militante do Bloco de Esquerda, tendo encabeçado por duas vezes a lista do Bloco de Esquerda à Assembleia Municipal de Salvaterra de Magos e conquistado um lugar naquele órgão autárquico, no tempo em que Ana Cristina Ribeiro conquistava a câmara para o partido (2005 e 2009). Desde 2002, que o BE apresenta projetos na Assembleia da República sobre terapêuticas não convencionais.
É cinturão negro de karaté desde 1981.

## Polémicas
A sua incursão na política através do Bloco de Esquerda levou, em 2021, o cientista Carlos Fiolhais a considerar que o terapeuta e empresário teve interesses comerciais ao defender no contexto da legalização das terapias alternativas em Portugal.
Em 2022, ex-alunos acusaram Pedro Choy de levar a cabo as chamadas terapias de conversão sexual. O impulsionador das terapias alternativas reagiu dizendo que era mentira e "que facto de julgamento contra médico estar no fim não é coincidência".
Pedro Choy foi acusado pelo médico João Júlio Cerqueira de ser “charlatão”, “vigarista”, "vendedor de carros em segunda mão”, “costureiro de pele”, “palhaço” e “Chop Choy”. O criador do blogue Scimed foi condenado pelo Tribunal da Relação de Lisboa a pagar uma indemnização de 15 mil euros ao macaense, mais uma multa de três mil euros, considerando o tribunal que as opiniões de Cerqueira tiveram “contornos xenófobos inadmissíveis”.